# Gravity (entreprise)
Pour les articles homonymes, voir Gravity.
 (août 2012).
Si vous disposez d'ouvrages ou d'articles de référence ou si vous connaissez des sites web de qualité traitant du thème abordé ici, merci de compléter l'article en donnant les références utiles à sa vérifiabilité et en les liant à la section « Notes et références ».
GRAVITY Co., Ltd. est une société coréenne de développement de jeux vidéo principalement connue pour le développement du MMORPG Ragnarök Online. 

## Historique
Gravity Europe est la filiale de Gravity Co, société coréenne leader dans le jeu vidéo et cotée au NASDAQ.
Ses produits sont essentiellement issus de l'univers Manga comme Ragnarök Online, Rose Online, Emil Chronicles ou encore Time&Tales.
Gravity s'est installée en France afin d'avoir une porte d'entrée Européenne. Forte de son expérience en Asie et dans le reste du monde (filiales en Chine, en Russie, au Moyen-Orient, aux États-Unis). Gravity Europe lance la version française de Ragnarök Online, succès mondial majeur avec plus de 30 millions de joueurs. 
En plus du développement et de l'édition de jeux vidéo en ligne, sur consoles et téléphones mobiles, Gravity se diversifie ans l'animation et le manga, basé sur ses produits.

## Principaux actionnaires
Au 7 février 2020:
| Cowen Investment Advisors       | 8,47% |
| LaGrange Capital Administration | 6,59% |
| Amici Capital                   | 4,01% |
| Dorsey, Wright & Associates     | 3,91% |
| Morgan Stanley & Co.            | 3,75% |
| Moon Capital Management         | 3,12% |
| TIAA-CREF Investment Management | 2,34% |
| Cowen Investment Management     | 2,22% |
| Neon Liberty Capital Management | 2,05% |
| Centaur Capital Partners        | 1,73% |

## Jeux vidéo

### Ragnarök Online
Ragnarök Online (라그나로크 온라인), aussi connu sous RO, est un jeu de rôle massivement multijoueur créé par Gravity basé sur le manhwa Ragnarök de Lee Myung-jin. Sorti pour la première fois le 31 août 2002 en Corée du Sud pour Microsoft Windows, il a été depuis adapté dans différents pays. La majorité de la mythologie est basée sur la Mythologie nordique, mais s'est aussi inspirée du christianisme et de différentes cultures asiatiques. Une série d'animation dérivée de l'univers du jeu existe sous le nom Ragnarök the Animation. Un second opus du jeu nommé Ragnarök Online 2 : Gate of the New World fut développé en Corée du Sud, et accessible pour les beta-testeurs à partir de 2006 mais n'est jamais sorti du pays et a été abandonné en 2010. Ragnarök Online 2: Legend of the Second l'a remplacé et est sorti en 2012, mais il n'est plus disponible actuellement en Europe à cause de la loi de protection des données.

### ROSE Online
ROSE Online ou Rush On Seven Episodes Online (로즈 온라인) est un MMORPG auparavant développé par Triggersoft (ancienne filiale coréenne de Gravity) et publié par Gravity. Triggersoft a arrêté de développer le jeu en 2007, et les droits de ROSE Online ont été vendus à différentes sociétés qui développent et éditent désormais chacune leur propre version du jeu. Ainsi, Gravity Interactive (filiale nord-américaine de Gravity) développe et édite une version du jeu connue sous le nom de naROSE pour 3 pays nord-américains et 40 pays européens, dont la France.

### Requiem: Memento Mori
Requiem: Memento Mori (en) (précédemment sorti quelques mois plus tôt sous le nom de Requiem: Bloodymare) (레퀴엠 온라인), aussi connu sous Requiem, est un jeu de rôle massivement multijoueur créé par Gravity. Sortie pour la première fois le 31 août 2007 en Corée du Sud sous Microsoft Windows et a été depuis adapté dans différents pays.

### Autres créations
- Arcturus: The Curse and Loss of Divinity
- Emil Chronicle Online (en)
- Ice Age Online
- Paper Man
- Pucca Racing
- Time N Tales